# Jerzy Brzeziński (polityk)
Jerzy Brzeziński (ur. 9 sierpnia 1957 w Grabowie) – polski polityk, samorządowiec, w latach 2002–2010 prezydent miasta Łomży.

## Życiorys
Syn Mieczysława i Krystyny. Ukończył w 1982 studia na Akademii Rolniczo-Technicznej w Olsztynie, po których pracował w jednostkach geodezyjno-kartograficznych. W 1990 został kierownikiem Urzędu Rejonowego w Łomży. W 1991 powołano go na urząd wicewojewody łomżyńskiego, następnie w okresie od sierpnia tego samego roku do maja 1994 pełnił funkcję wojewody. Później był zatrudniony w instytucjach finansowych, był m.in. do 2002 dyrektorem oddziału Banku Ochrony Środowiska. W latach
1994–1998 był wiceprzewodniczącym łomżyńskiej rady miasta.
W wyborach w 1997 bezskutecznie ubiegał się o mandat posła w województwie łomżyńskim z ramienia ROP. W wyborach samorządowych w 2002 został wybrany na prezydentem Łomży, kandydując z lokalnego Komitetu Wyborczego Wyborców „Chrześcijańskie Porozumienie Prawicy” i pokonując Jana Turkowskiego. W trakcie kadencji przystąpił do Platformy Obywatelskiej. W wyborach samorządowych w 2006, startując z ramienia ChRS (bez poparcia PO, której był członkiem), skutecznie ubiegał się o reelekcję. W 2007 został wykluczony z PO.
Za jego kadencji Łomża zajęła czwarte miejsce w rankingu „Rzeczpospolitej” z 2005 na najlepsze polskie miasto na prawach powiatu. W 2006 odebrał dla miasta certyfikat „Gminy Fair Play”. W 2010 ubiegał się o reelekcję, przegrywając w pierwszej turze.
W 2009 prokurator przedstawił mu zarzuty dotyczące przestępstw urzędniczych. Jerzy Brzeziński nie przyznał się do ich popełnienia. W 2019 został w tej sprawie prawomocnie uniewinniony.